# Euphorbia dumeticola
Euphorbia dumeticola är en törelväxtart som beskrevs av Peter René Oscar Bally och Susan Carter. Euphorbia dumeticola ingår i släktet törlar, och familjen törelväxter. Inga underarter finns listade i Catalogue of Life.